# Joanna Butterfield
Joanna Shuni Butterfield (nacida el 19 de marzo de 1979) es una atleta británica de que compite en lanzamiento de mazas y en lanzamiento de disco en la clase F51.[1]. En 2014 Butterfield estableció un récord europeo en las mazas mientras ganaba el evento en el Campeonato Europeo de Atletismo IPC de 2014. Al año siguiente añadió el título mundial en los Campeonatos Mundiales de Atletismo IPC de 2015 en Catar, asegurándose un lugar en los Juegos Paralímpicos de Río de Janeiro 2016.

## Vida personal
Butterfield nació en Yorkshire, Inglaterra, en 1979, pero luego se mudó a Glasgow, Escocia. En 2011, se le diagnosticó un tumor en la columna vertebral que le provocó una parálisis por debajo de la cintura.

## Carrera deportiva
Durante su rehabilitación en una unidad de columna vertebral en Glasgow, Butterfield se introdujo en el deporte del rugby en silla de ruedas. A principios de 2012 se unió a los Caledonian Crushers, y más tarde se convirtió en su vice-capitán.
En 2014 Butterfield fue clasificada como atleta discapacitada F51 y comenzó a competir en encuentros regionales tanto en las pruebas de disco como en las de lanzamiento de mazas. En agosto de ese año fue seleccionada para el equipo de Gran Bretaña para competir en los Campeonatos Europeos de Atletismo IPC de 2014. Allí compitió en el lanzamiento de mazas F32/51, y estableció un nuevo récord europeo con una distancia de 17,68m ganando el oro en todo el podio británico junto con Josie Pearson y Gemma Prescott. Esa temporada también compitió en los Campeonatos SDS en Perth y lanzó sus mejores marcas personales tanto en el disco (9,79m) como en las mazas (19,50m), ganando el oro en ambos eventos.
Al año siguiente Butterfield viajó a Dubái para participar en la Fazaa Internacional, el primer Gran Premio IPC del año. En el disco F32/33/51 lanzó 8,87 metros para ganar la competición y superó el anterior récord europeo de F51 por 27 centímetros. También mejoró su récord europeo en las mazas con un lanzamiento de 19,69 que le hizo ganar el oro. En julio, Butterfield compitió en su tercer Gran Premio IPC del año, celebrado en el Parque Olímpico Reina Isabel de Londres. Un lanzamiento de 21,50 en las mazas no únicamente le dio el título, sino que mejoró su título europeo para acercarse a 40 cm del récord mundial de la americana Rachael Morrison.  Morrison fue la principal rival de Butterfield cuando ambas se enfrentaron en los Campeonatos Mundiales de Atletismo IPC de 2015 en Doha. En las mazas, Butterfield lanzó 21,44 para establecer un récord de campeonato y empujar a su rival americana a la medalla de plata. Pero fue Morrison la primera cuando se enfrentaron unos días después en el lanzamiento de disco T52, con Butterfield en tercer lugar detrás de Morrison y la mexicana Leticia Ochoa Delgado. Aunque la distancia de Butterfield de 8,96 m era un nuevo récord europeo para un atleta de F51.
Butterfield fue nombrada Miembro de la Orden del Imperio Británico (MBE) en los Honores de Año Nuevo de 2017 por sus servicios en el atletismo de campo.